# Xylocopa guatemalensis
Xylocopa guatemalensis är en biart som beskrevs av Cockerell 1912. Xylocopa guatemalensis ingår i släktet snickarbin, och familjen långtungebin. Inga underarter finns listade i Catalogue of Life.